# Copa Real Federación Española de Fútbol (fase autonómica de Galicia)
La fase autonómica de Galicia de la Copa Real Federación Española de Fútbol, es un campeonato oficial organizado por la Real Federación Gallega de Fútbol (RFGF), bajo el auspicio de la Real Federación Española de Fútbol (RFEF), que enfrenta anualmente a algunos equipos de Galicia.

## Historia
En la temporada 1993-94 se recupera la Copa Real Federación Española de Fútbol. Esta fase se desarrollará a nivel regional y podrán participar, mediante inscripción voluntaria, todos los equipos de la correspondiente federación territorial, de Primera Federación, Segunda Federación y Tercera Federación, de la pasada temporada que no se hayan clasificado bien a la Copa del Rey, o bien a la fase nacional de la Copa Real Federación Española de Fútbol.
El campeón acude a la fase nacional de la Copa Real Federación Española de Fútbol.
En función de lo que marque el Reglamento de Competiciones de Ámbito Estatal para la temporada, cada federación regional tendrá que comunicar, en fecha que determine el Departamento de Competiciones, el nombre del equipo que hubiese adquirido el derecho para 
participar en la Fase Nacional.

## Ediciones
| Edición | Temp.   | Campeón                 | Subcampeón               | Resultado            |
| ------- | ------- | ----------------------- | ------------------------ | -------------------- |
| I       | 1993-94 | No hubo campeonato      | -                        | -                    |
| II      | 1994-95 | Betanzos C. F.          | Pontevedra C. F.         | 0-0 / 1-0            |
| III     | 1995-96 | R. C. Deportivo "B"     | Betanzos C. F.           | 3-1 / 4-2            |
| IV      | 1996-97 | C. C. D. Cerceda        | Puente Orense C. F.(2)   | 2-2 / 1-0            |
| V       | 1997-98 | Racing de Ferrol        | Puente Orense C. F.(2)   | 3-0 / 0-1            |
| VI      | 1998-99 | C. D. Lugo              | Pontevedra C. F.         | 1-0 / 1-2            |
| VII     | 1999-00 | S. D. Compostela "B"    | Porriño Industrial F. C. | 2-0 / 2-1            |
| VIII    | 2000-01 | Pontevedra C. F.        | Betanzos C. F.           | 1-1 / 2-1            |
| IX      | 2001-02 | R. C. Celta de Vigo "B" | S. D. Compostela "B"     | 4-1 / 0-1            |
| X       | 2002-03 | Rápido de Bouzas        | Betanzos C. F.           | 0-0 / -              |
| XI      | 2003-04 | R. C. Celta de Vigo "B" | C. D. Lugo               | 0-1 / 3-0            |
| XII     | 2004-05 | R. C. Celta de Vigo "B" | C. D. Lugo               | 1-0 / 5-1            |
| XIII    | 2005-06 | Coruxo F. C.            | S. D. Negreira           | 3-0 / 0-2            |
| XIV     | 2006-07 | R. C. Celta de Vigo "B" | Coruxo F. C.             | 3-1 / 1-2            |
| XV      | 2007-08 | C. D. Orense            | C. C. D. Cerceda         | 1-1 / 1-0            |
| XVI     | 2008-09 | Coruxo F. C.            | C. D. Lalín              | 0-1 / 2-0            |
| XVII    | 2009-10 | C. C. D. Cerceda        | Racing de Ferrol         | 1-1 / 1-1 (5:4 pen.) |
| XVIII   | 2010-11 | Montañeros C. F.        | Racing de Ferrol         | 2-2 (3:0 pen.)       |
| XIX     | 2011-12 | Coruxo F. C.            | Racing de Ferrol         | 1-1 (4:3 pen.)       |
| XX      | 2012-13 | Rápido de Bouzas        | C. C. D. Cerceda         | 4-2                  |
| XXI     | 2013-14 | C. D. Orense            | S. D. Compostela         | 1-0                  |
| XXII    | 2014-15 | C. D. Boiro             | Coruxo F. C.             | 3-1                  |
| XXIII   | 2015-16 | Rápido de Bouzas        | C. C. D. Cerceda         | 3-0                  |
| XXIV    | 2016-17 | Arosa S. C.             | Pontevedra C. F.         | 1-0                  |
| XXV     | 2017-18 | Silva S. D.             | Alondras C. F.           | 2-1                  |
| XXVI    | 2018-19 | Bergantiños F. C.       | C. D. Ribadumia          | 2-2 (3:2 pen.)       |
| XXVII   | 2019-20 | S. D. Compostela        | Orense C. F.             | 3-3 (7:6 pen.)       |
| XXVIII  | 2020-21 | Rápido de Bouzas        | U. D. Somozas            | 1-1 (6:5 pen.)       |
| XXIX    | 2021-22 | Alondras C. F.          | C. D. Estradense         | 1-0                  |
| XXX     | 2022-23 | C. D. Arenteiro         | S. D. Compostela         | 2-1                  |
| XXXI    | 2023-24 | Orense C. F.            | Racing Club Villalbés    | 0-0 (4:2 pen.)       |
| XXXII   | 2024-25 | C. D. Lugo              | Coruxo F. C.             | 1-0                  |

## Palmarés
| Equipo                   | Títulos | Temporadas                          | Subcampeonatos | Temporadas                 |
| ------------------------ | ------- | ----------------------------------- | -------------- | -------------------------- |
| R. C. Celta de Vigo "B"  | 4       | 2001-02, 2003-04, 2004-05, 2006-07. | -              | -                          |
| Club Rápido de Bouzas    | 4       | 2002-03, 2012-13, 2015-16, 2020-21. | -              | -                          |
| Coruxo F. C.             | 3       | 2005-06, 2008-09, 2011-12.          | 3              | 2006-07, 2014-15, 2024-25. |
| C. C. D. Cerceda         | 2       | 1996-97, 2009-10.                   | 3              | 2007-08, 2012-13, 2015-16. |
| C. D. Lugo               | 2       | 1998-99, 2024-25.                   | 2              | 2003-04, 2004-05.          |
| C. D. Orense             | 2       | 2007-08, 2013-14.                   | -              | -                          |
| Betanzos C. F.           | 1       | 1994-95.                            | 3              | 1995-96, 2000-01, 2002-03. |
| Racing de Ferrol         | 1       | 1997-98.                            | 3              | 2009-10, 2010-11, 2011-12. |
| Pontevedra C. F.         | 1       | 2000-01.                            | 3              | 1994-95, 1998-99, 2016-17. |
| Orense C. F.             | 1       | 2023-24.                            | 3(3)           | 1996-97, 1997-98, 2019-20. |
| S. D. Compostela         | 1       | 2019-20.                            | 2              | 2013-14, 2022-23.          |
| S. D. Compostela "B"     | 1       | 2001-02.                            | 1              | 1997-98.                   |
| Alondras C. F.           | 1       | 2021-22.                            | 1              | 2017-18.                   |
| R. C. Deportivo "B"      | 1       | 1995-96.                            | -              | -                          |
| Montañeros C. F.         | 1       | 2010-11.                            | -              | -                          |
| C. D. Boiro              | 1       | 2014-15.                            | -              | -                          |
| Arosa S. C.              | 1       | 2016-17.                            | -              | -                          |
| Silva S. D.              | 1       | 2017-18.                            | -              | -                          |
| Bergantiños F. C.        | 1       | 2018-19                             | -              | -                          |
| C. D. Arenteiro          | 1       | 2022-23                             | -              | -                          |
| Porriño Industrial F. C. | -       | -                                   | 1              | 1999-00.                   |
| S. D. Negreira           | -       | -                                   | 1              | 2005-06.                   |
| C. D. Lalín              | -       | -                                   | 1              | 2008-09.                   |
| C. D. Ribadumia          | -       | -                                   | 1              | 2018-19.                   |
| U. D. Somozas            | -       | -                                   | 1              | 2020-21.                   |
| C. D. Estradense         | -       | -                                   | 1              | 2021-22.                   |
| Racing Club Villalbés    | -       | -                                   | 1              | 2023-24.                   |